# Острво Слободе
Острво Слободе (енгл. Liberty Island), некада познато по имену Бедлово острво је мало, ненасељено острво у Њујоршкој луци. Познато је по Кипу Слободе који се на њему налази. Ово острво се налази 600 m од парка Слободе и има површину од 59.558 . Острво је данас туристичка атракција и сваке године га посете милиони људи који желе да изблиза виде Кип Слободе.
Име Острво Слободе је у употреби од раног 20. века, мада је званично промењено тек 1956. Пре него што је на њега постављена Статуа Слободе, на Бедловом острву се налазио Форт Вуд, утврђење у облику једанаестокраке звезде, начињено од гранита. Због овог облика, надимак јој је био Тврђава звезде.
Острво Слободе је у власништву Савезне владе Сједињених Држава а њиме управља Служба националних паркова. Доступно је јавности само путем трајекта, било из Батери парка на Менхетну или из Парка слободе у Њу Џерзију. Од оближњег Острва Елис је удаљено приближно 1,6 километара. Постоји и линија трајекта која спаја ова два острва.